# Bodtjärnen (Hällesjö socken, Jämtland, vid Bodsjön)
Bodtjärnen är en sjö i Bräcke kommun i Jämtland och ingår i Ljungans huvudavrinningsområde.